# Камбер, Робер
Робер Камбер (нем. Robert Cambert; ок. 1628 — 1677) — французский композитор; считается отцом французской оперы.

## Биография
Родился около 1628 года в Париже.
Был учеником Шамбоньера; некоторое время был органистом при церкви St. Honoré; в 1666 году стал интендантом музыки у королевы-матери (Анны Австрийской).
Первое его музыкально-драматическое произведение, «Пастораль», было исполнено в 1659 году. Под влиянием устроенных Мазарини представлений итальянских опер (1647), в 1659 году Перрен составил либретто лирической пьесы, названной им «La Pastorale», музыку к которой написал Камбер. Пьеса, исполненная в замке Исси, имела успех и Людовик XIV заинтересовался этим начинанием. В 1661 году последовала «Ariane ou le mariage de Bacchus», а в 1662 «Adonis» (не исполнялась и пропала бесследно). 
Камбер стал компаньоном Пьера Перрена, когда тот в 1669 году первым получил привилегию на открытие оперного театра в Париже, получившего название «Королевская академия музыки» (фр. Académie Royale de musique). В 1672 году эта привилегия была передана Ж.-Б. Люлли и Камбер уехал в Лондон, где основал Королевскую академию музыки, вскоре открывшуюся постановкой его «Ариадны».
Другие произведения Камбера: пасторали «Помона» (1671), Les peines et les plaisirs de l’amour, мотеты, арии, песни.
Умер капельмейстером при дворе Карла II в Лондоне в 1677 году.